# یواس‌اس گرینزبورو (پی‌اف-۱۰۱)
یواس‌اس گرینزبورو (پی‌اف-۱۰۱) (به انگلیسی: USS Greensboro (PF-101)) یک کشتی بود که طول آن ۳۰۳ فوت ۱۱ اینچ (۹۲٫۶۳ متر) بود. این کشتی در سال ۱۹۴۴ ساخته شد.